# 多花沿阶草
多花沿阶草（学名：Ophiopogon tonkinensis），为百合科沿阶草属下的一个植物种。种加名 tonkinensis 意为越南“东京的”。